# Unione dei comuni Pizzo Marabito
L'Unione dei comuni Pizzo Marabito è un'unione di comuni nata dalla decisione di due comuni italiani della città metropolitana di Palermo, in Sicilia.
Fanno parte dell'unione i comuni di Mezzojuso, Campofelice di Fitalia e Baucina. 
L'Unione ha una estensione di oltre 84 km² e una popolazione di circa 3.500 abitanti.
Ha sede nel comune di Mezzojuso.
L'Unione è al momento inattiva